# Kinder unserer Zeit (Roman)
Kinder unserer Zeit (französischer Originaltitel: Les Petits Enfants du siècle) ist ein 1961 von Christiane Rochefort veröffentlichter Bestseller.

## Inhalt
Die gesamte Geschichte spielt im Frankreich der 1960er Jahre. Josyane (Jo) ist die älteste Tochter in einer Großfamilie. 
Sie erzählt dem Leser ihre Lebensgeschichte von ihren Kindheitstagen bis zum jungen Erwachsenenalter. 
Das Verhältnis zu ihrer Mutter und ihrem Vater ist während des gesamten Buches nicht sehr emotional. Da sie das älteste von unzähligen Kindern ist, wird sie sehr früh von ihren Eltern angestellt, den Haushalt zu führen und sehr viele Pflichten zu erledigen.
Jo fühlt sich in dieser Situation nicht gut, denn die Mutter wird immer wieder schwanger und kommt dann nach neun Monaten wieder mit einem „neuen“ Kind an, weshalb sie sich kaum um Josyane kümmert. Außerdem muss Jo auch den Haushalt alleine führen, denn ihr Vater und ihre jüngeren Geschwister haben einfach keine Lust dazu. Ruhe findet sie nur am Abend, wenn alle anderen Familienmitglieder schon schlafen sind und sie in der Küche ihre Hausaufgaben machen kann.
Das Leben scheint sich für Jo zu ändern, als sie Guido kennenlernt. Er ist 30 Jahre, italienischer Abstammung und erweckt in Josyane erste Liebesgefühle. Ihre Romanze währt allerdings nicht lange, denn Jo muss mit ihrer Familie in den Urlaub fahren.
Als sie wieder zurück ist, scheint Guido wie vom Erdboden verschwunden zu sein. Sie sucht eine halbe Ewigkeit nach ihm, fährt sogar in die Stadt, wo er wohnt, allerdings findet sie ihn nie, weshalb sie sich des Öfteren in den Schlaf weint.
Jahre vergehen, ihre Mutter bekommt noch mehr Kinder, und Jo denkt immer noch hin und wieder an Guido, als sie Philippe kennenlernt. Er scheint endlich der Richtige für sie zu sein; beide verlieben sich ineinander und gründen schließlich eine Familie.

## Charaktere
Der Hauptcharakter im Buch ist Josyane. 
Sie ist zu Beginn ungefähr 11 Jahre alt und erzählt dem Leser, was in ihren ersten Lebensjahren schon alles in ihrer Familie passiert ist.
Josyane scheint sehr naiv und leichtgläubig zu sein, denn sie lässt sich von mehreren Menschen ausnutzen und trauert seit einer Ewigkeit ihrer ersten Liebe nach, die einfach verschwunden ist.
Erst zum Ende des Buchs wird sie wirklich glücklich, als sie ihre große Liebe Philippe kennenlernt und schon mit ungefähr achtzehn Jahren ihr erstes Kind mit ihm bekommt.
Josyanes Eltern haben keine emotionale Bindung zu ihrer ältesten Tochter, sie betrachten sie nur als Mittel zum Zweck. Sie sind nicht sehr reich und leben mit ihren vielen Kindern in einem Neubaublock der Vorstadt, einer Banlieue, in der viele Arbeiterfamilien zu Hause sind.
Guido ist ein Italiener, der sich als Macho gibt. Nachdem Jo von einem Urlaubstrip mit ihren Eltern zurückkommt, ist er spurlos verschwunden und lässt nie wieder etwas von sich hören.
Philippe tritt erst am Ende des Buchs auf. Er und Josyane treffen sich, als Jo ihren Vater ins Krankenhaus begleitet, um Zwillinge nach Hause zu holen, die ihre Mutter gerade geboren hat. Aufgrund eines Missverständnisses (Philippe dachte, Jo sei die Mutter der Zwillinge) kommen die beiden ins Gespräch und verlieben sich ineinander.